# Georg Weidner
Georg Weidner (ur. 14 stycznia 1914 w Groß-Zimmern, zm. 6 marca 1983 w Grazu) – austriacki zapaśnik walczący w stylu klasycznym. Olimpijczyk z Londynu 1948, gdzie zajął czwarte miejsce w kategorii do 62 kg.

## Letnie Igrzyska Olimpijskie 1948
| Konkurencja          | Rundy eliminacyjne     | Rundy eliminacyjne       | Rundy eliminacyjne | Rundy eliminacyjne | Rundy eliminacyjne   | Klas. końcowa |
| Konkurencja          | Przeciwnik I           | Przeciwnik II            | Przeciwnik III     | Przeciwnik IV      | Przeciwnik V         | Miejsce       |
| -------------------- | ---------------------- | ------------------------ | ------------------ | ------------------ | -------------------- | ------------- |
| 62 kg styl klasyczny | Olle Anderberg (SWE) P | Raymond Strasser (LUX) Z | Safi Taha (LIB) Z  | wolny los          | Mehmet Oktav (TUR) P | 4.            |